# Cantonul Saint-Affrique
Cantonul Saint-Affrique este un canton din arondismentul Millau, departamentul Aveyron, regiunea Midi-Pyrénées, Franța.

## Comune
- La Bastide-Pradines
- Calmels-et-le-Viala
- Roquefort-sur-Soulzon
- Saint-Affrique (reședință)
- Saint-Félix-de-Sorgues
- Saint-Izaire
- Saint-Jean-d'Alcapiès
- Saint-Rome-de-Cernon
- Tournemire
- Vabres-l'Abbaye
- Versols-et-Lapeyre